# 헤르게스트의 적색서

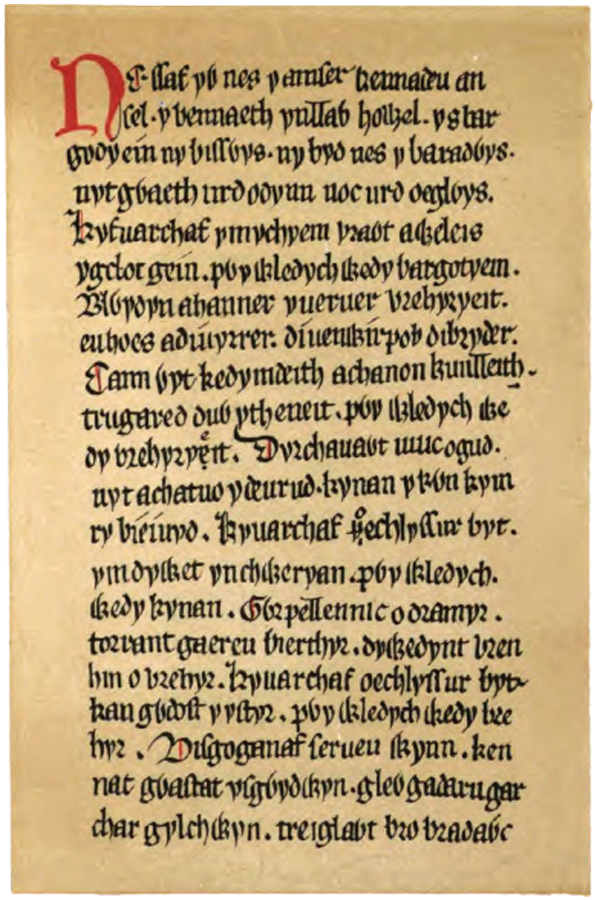

헤르게스트의 적색서(웨일스어: Llyfr Coch Hergest 리브르 코흐 헤르게스트[ɬivr koːx 'hergest])는 1382년 직후 언젠가 작성된 피지 필사본이다. 크기 34×21 센티미터, 총 362쪽이다. 웨일스어로 쓰여졌으며, 마비노기온을 비롯한 웨일스어 산문문학, 운문문학이 보존된 문헌으로서 가치가 높다. 붉은 가죽으로 장정이 되어 있었기 때문에 적색서라고 한다. 웨일스 사대고서 중 하나다.
1701년 옥스퍼드 대학교의 지저스 칼리지에 기증되었으며, 현재 보들리 도서관에 보관되어 있다.

## 같이 보기
- 레데르흐의 백색서